# David Kweksilber

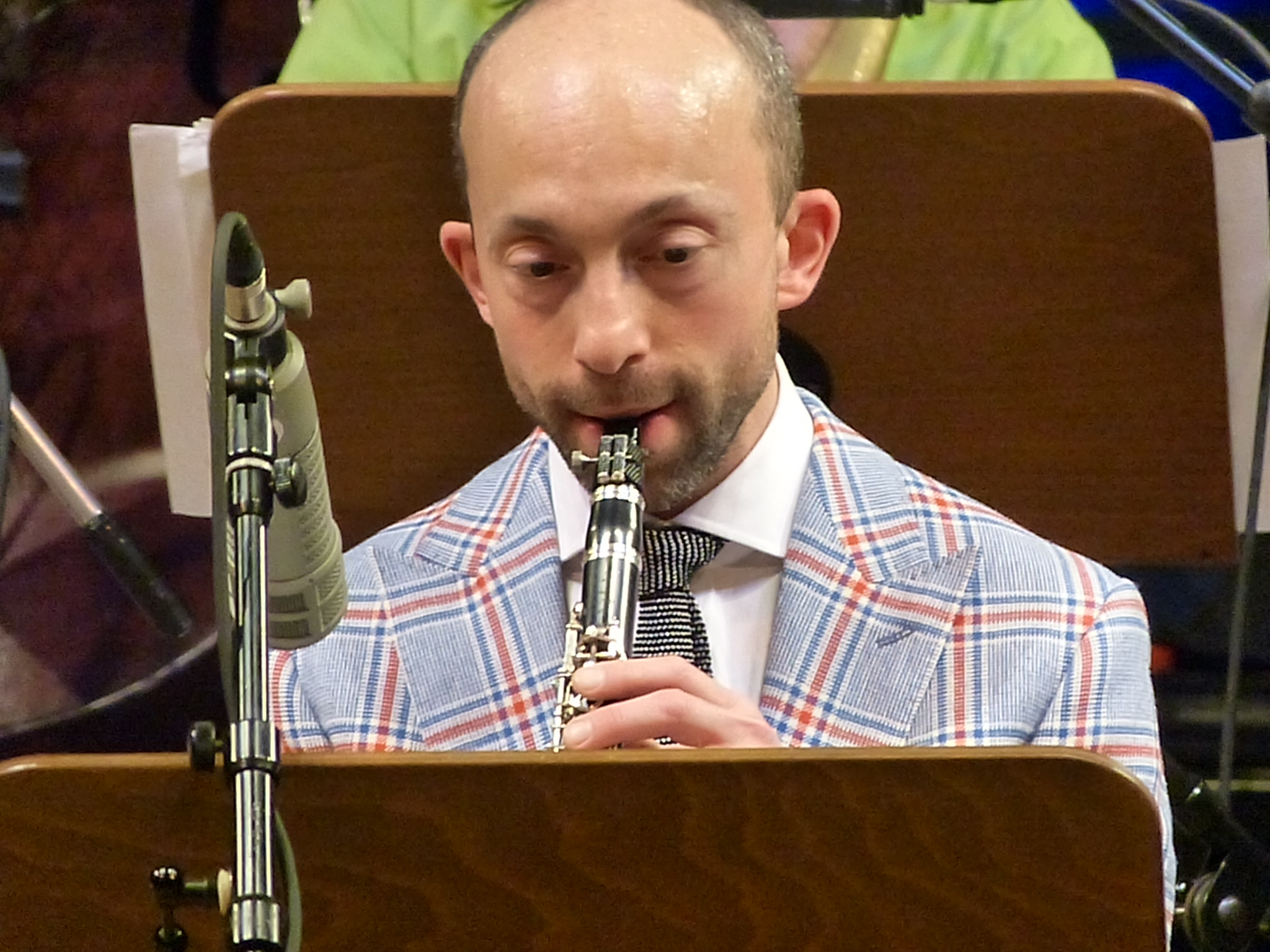
David Kweksilber (2017 beim Kölner Acht-Brücken-Konzert seiner Big Band im WDR-Funkhaus)

David Kweksilber (* 12. Februar 1973) ist ein niederländischer Musiker (Klarinette, Saxophone, Komposition, Bigband-Leader), der sowohl in der Neuen Musik als auch in der improvisierten Musik und im Jazz hervorgetreten ist.

## Leben und Wirken
Kweksilber, dessen Mutter die Sopranistin Marjanne Kweksilber (1944–2008) war, studierte bis zum Jahr 2000 am Konservatorium von Den Haag Saxophon bei Leo van Oostrom und Klarinette bei Pierre Woudenberg. Dann setzte er seine Studien bei Charles Neidich in New York fort; auch nahm er Unterricht bei Gary Smulyan, Andy Statman, Jim Snidero, Robert Dick und Michael Rabinowitz.
2002 stellte er sich in einem Solokonzert im Concertgebouw von Amsterdam vor, wo er neue, für ihn komponierte Werke von Guus Janssen, Maarten Altena und Gilius van Bergeijk präsentierte. Auf Vorschlag der Vereniging van Jazz en Improvisatiemuziekpodia ging Kweksilber mit seinem Kwektet, zu dem Janssen, Sjeng Schupp und Hans van der Meer gehören, auf die Young VIP Tour 2002. Auch arbeitete er als Solist mit dem Metropole Orkest. Mit seinem Programm Let's Face the Music and Dance trat er 2003 auf dem North Sea Jazz Festival auf. Daneben interpretierte er klassische Musik und ging mit Guus Janssen auf Asientournee.
2008 präsentierte er auf dem Holland Festival erstmals seine David Kweksilber Big Band, die einerseits Klassiker wie die City of Glass von Robert Graettinger und das Ebony Concerto von Igor Strawinsky andererseits neue Werke von Hilary Jeffery, Cor Fuhler, Loek Dikker, Peter van Bergen, Jorrit Dijkstra, Maarten Altena, Corrie van Binsbergen oder ihm selbst interpretierte. Weiterhin war er in den Ensembles von Dirk Polak, Maarten Altena, Paul Termos, Laura Fygi und Corrie van Binsbergen ebenso wie bei Asko|Schönberg, The Beau Hunks und der New Cool Collective Big Band tätig. Seit 2023 gehört er als Baritonsaxophonist zum Metropole Orkest. Außerdem lehrt er am Conservatorium van Amsterdam.

## Preise und Auszeichnungen
Kweksilber gewann 1998 den Persprijs der Freunde des Concertgebouw und den Nicolai-prijs für klassisches Saxophon. 2000 folgt der Elisabeth Everts Prijs. 2003 erhielt er den Deloitte Jazz Award.

## Diskographische Hinweise
- David Kweksilber, Winnyfred Beldman, Guus Janssen Futeristische Historie (Data, 2005)
- David Kweksilber / Ludwig Olshansky Johannes Brahms, Guus Janssen, Maarten Altena, Gilius van Bergeijk (Basta, 2005)
- Elmer Schönberger Monsterkoffer (Attaca, 2007)

## Lexikalischer Eintrag
- Eintrag bei Muziekencyclopedie